# A hódkóros
A hódkóros (eredeti cím: The Beaver) 2011-ben bemutatott amerikai dráma-filmvígjáték Jodie Foster rendezésében. A főbb szerepekben Mel Gibson és Foster látható.
Az Amerikai Egyesült Államokban 2011. május 6-án mutatták be a mozikban. Magyarországon szeptember 8-án jelent meg.

## Cselekmény
|  | Alább a cselekmény részletei következnek! |

Walter Black, a valaha szebb napokat látott játékgyár-igazgató tökéletesen elveszítette a kapcsolatot a külvilággal. Teljesen magába zárkózik, és már a családjával se kommunikál. Aggódó feleségével már végigvették az összes terápiát és csodaszert, hogy kirántsák őt a depresszióból, de szemlátomást semmi sem segít. Aztán egy nap Walter egy hódot formáló kézi bábot talál a szemétben, melyet a karjára húzva hirtelenjében minden megváltozik.
|  | Itt a vége a cselekmény részletezésének! |

## Szereplők
- Mel Gibson – Walter Black, egy játékgyár vezérigazgatója[3]
- Jodie Foster – Meredith Black, Walter felesége
- Anton Yelchin – Porter Black, Walter és Meredith tizenéves fia, aki utálja az apját és nem szeretne hasonlítani rá
- Jennifer Lawrence – Norah, Porter iskolatársa, aki családi titkot őriz[4]
- Riley Thomas Stewart – Henry Black, Walter és Meredith kisebbik fia
- Zachary Booth – Jared
- Cherry Jones – a játékgyár aligazgatója

## Háttér
Mielőtt Mel Gibson leszerződött, Steve Carell és Jim Carrey is aláírt a főszerepre a munkálatok különböző fázisaiban. A forgatás 2009 szeptembere és novembere között zajlott; a 21 millió dolláros költségvetéssel  készült A hódkórost New York állam különböző helyein, többek között New York városrészeiben, így Brooklynban és Bronxban vették fel.

## Bemutató

Magyar teaser poszter

2010 júliusában a film már dobozban volt, ám az őszi bemutatót a forgalmazó Summit Entertainment elhalasztotta; az új dátum kijelölését a Gibson magánélete körüli akkori visszhang is nehezítette. A The Daily Beastnek adott interjújában Kyle Killen forgatókönyvíró közölte, nem tudja, mikor kerülhet mozikba a film. A hódkóros első nyilvános vetítésére a South by Southwest filmfesztiválon került sor 2011. március 16-án, de szerepelt a májusban megrendezett cannes-i mustrán is, versenyen kívül. Az észak-amerikai bemutatót először 2011. március 23-ára időzítette a Summit, majd elhalasztotta másfél hónappal; május 6-án 22 filmszínház tűzte műsorára a filmet, amit az akkori tervek szerint fokozatos bővítés, s május 20-án országos lefedettség követett volna, azonban a szélesedés végül 168 mozinál megrekedt – ez töredéke annak, ami országos szintnek tekinthető.
A film magyarországi bemutatását a Fórum Hungary tervezte 2011 augusztusában, azonban az Origo Filmklub június közepén arról számolt be, hogy sem A hódkóros, sem egy másik film, a The Tree of Life nem kerül a hazai vásznakra. 2011. július 7-én jelentette be a Corner Film, hogy bemutatják a filmet, 2011 augusztusában vagy szeptemberében, s elindították A hódkóros hivatalos Facebook-oldalát, ahová rövidesen felkerült a magyar teaser plakát és előzetes is.

## Fogadtatás

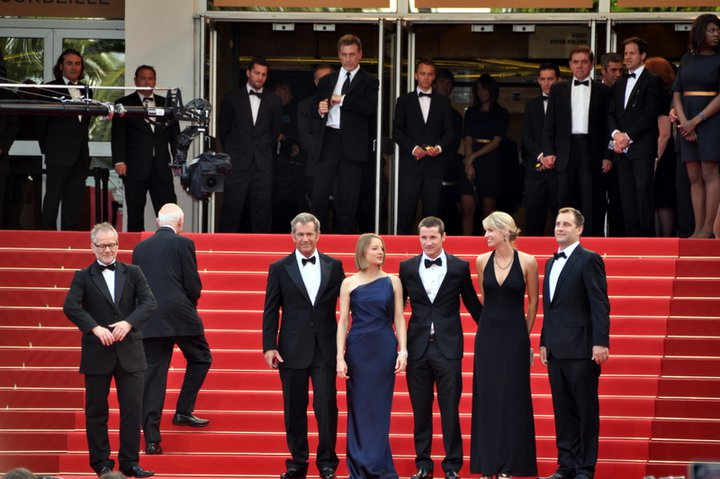
A film szereplői a 2011-es cannes-i filmfesztiválon.

### Kritikai visszhang
A népszerű amerikai kritikusok írásait összegyűjtő Rotten Tomatoes weblap tanúsága szerint A hódkórosról többségében kedvező, összességében átlagos vélemények születtek; az újságírók 63%-a nyilatkozott pozitív végkicsengéssel a filmről, s átlagosan 6,1 pontra értékelték a 10-es skálán. Az oldal konszenzusa szerint „Jodie Foster vizuális ösztönei és Mel Gibson maximális alakítása segíti meg ezt a megfontolt, őszinte filmet.” Egy másik szájton, a Metacriticen közel azonos képet fest a film értékelése: átlagpontja 60-at mutat a lehetséges 100-ból, ami vegyes, átlagos kritikákat jelent. Az elismert kritikus, Roger Ebert két és fél csillagot adott a produkciónak a lehetséges négyből, mondván, „A hódkóros majdhogynem sikert arat, pedig a forgatókönyv alapvetését egyszerűen nem voltam képes elfogadni.”

### Box office
A premier hétvégéjén A hódkóros 107 577 dollárt ért el az észak-amerikai mozikban. Az Entertainment Weekly és több más szaklap bukásként jellemezte ezen teljesítményt a marketingköltségeket még nem tartalmazó 21 millió dolláros büdzsé és a szerény egy mozira jutó átlagos bevétel (4890 dollár) ismeretében. Az EW Mel Gibson eggyel korábbi filmjéhez, az ugyancsak box office-kudarcnak titulált A sötétség határánhoz mérte A hódkóros bevételét, hiszen a 2010-es thriller hasonló mozinkénti átlagot produkált (5615 dollárt, egyébként több mint 3000 filmszínházból); illetve a Fekete hattyú öt hónappal korábbi szereplésére emlékeztetett, amely ugyancsak limitált számú, 16 moziból ért el csaknem 90 ezer dolláros átlagot debütálásakor. A The New York Times egyik újságírója egy hónappal a premier után már bizonyított bukásnak nyilvánította a produkciót, ami nem érte el az egymillió dollárt sem június végéig. A forgalmazó az erőtlen kezdeti adatokra reagálva változtatott stratégiáján: lemondott az országos terjesztésről, s korlátozott artmozi-futást biztosítottak helyette A hódkórosnak. A rendező, Jodie Foster véleménye szerint filmje azért nem találta meg az összhangot az amerikai közönséggel, mert dráma és vígjáték keverékéről van szó, s az amerikaiak számára általában nehezen emészthető az ilyesfajta párosítás.